# William Auld

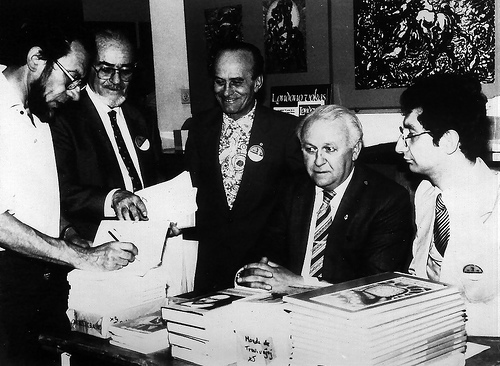
William Auld (2. od prawej) podczas kongresu światowego w 1982

William Auld (ur. 6 listopada 1924, zm. 11 września 2006) – szkocki poeta i tłumacz, który tworzył głównie w języku esperanto. Nominowany do literackiej Nagrody Nobla w 1999, 2004 i 2006 roku, jako pierwsza i jak dotąd jedyna osoba, za pracę w esperanto. Jego magnum opus, Planeta dzieci (esp. La infana raso) to długi na 25 rozdziałów poemat, wydany po raz pierwszy w 1955. Później pojawiły się kolejne wydania oraz tłumaczenia na wiele języków, m.in. niderlandzki (Het Kinderras), portugalski (A Raça Menina), angielski (The Infant Race), scots (The Bairnlie Race), irlandzki (An Cinneadh Leanabail), francuski (La race infantile), węgierski (A gyermeki faj), a także polski (Planeta dzieci). Po islandzku, włosku i w kilku innych językach zostały opublikowane fragmenty.
Auld poznał esperanto w 1937 roku, ale zaczął tworzyć w tym języku dopiero w 1947. Redagował wiele esperanckich czasopism, m.in. Esperanto en Skotlando (1949-1955), Esperanto (1955–1958, 1961–1962), Monda Kulturo (1962–1963), Norda Prismo (1968–1972), La Brita Esperantisto (1973–1999) oraz Fonto (1980–1987). Był wiceprzewodniczącym Światowego Związku Esperanto (1977-1980), przewodniczącym Akademii Esperanto (1979-1983) oraz honorowym przewodniczącym esperanckiego PEN-Clubu.
W 2001 został wybrany, jako pierwszy, Esperantystą Roku.